# Полікозанол
По́лікозано́л — загальний термін, яким позначається природна суміш жирних спиртів, котра є натуральним екстрактом рослинного воску. Використовують як харчові добавки для зниження рівня холестерину низької щільності і підвищення ліпопротеїнів високої щільності плазми крові, а також для запобігання атеросклерозу.

## Фізичні властивості
Полікозанол являє собою суміш декількох жирних спиртів, отриманих з бджолиного воску, а також з воску таких рослин, як цукрова тростина та ямс. У полікозанолі найбільше спирту октакозанолу (олія зародків пшениці). За ним за відсотковим вмістом йде тріаконтанол. У набагато більш низькій концентрації в полікозанолі міститься ряд інших жирних спиртів: бегеніловий спирт, лігноцеріловий спирт (CH3(CH2)23OH), церіловий спирт (C26H53OH), 1-гептакозанол, 1-нонакозанол, 1-дотріакозанол та тетратріаконтанол.

## Механізм дії
- Гіполіпідемічний ефект досягається за рахунок пригнічення синтезу холестерину в момент між утворенням ацетату і мевалонату та стимуляції розпаду холестерину ЛПНЩ у гепатоцитах шляхом активації ліпаз.[3][4][5][6]
- Вазопротекторний ефект забезпечується за рахунок підвищення рівня «захисного» холестерину ЛПВЩ, перешкоджання окисленню холестерину ЛПНЩ.[4][7][8][9]
- Антитромботичний ефект досягається за рахунок запобігання агрегації тромбоцитів шляхом впливу на синтез простагландину (знижує рівень у сироватці тромбоксану A2 та підвищує рівень простацикліну) та зниження ризику тромбоутворення, не впливаючи на показники коагуляції.[4][10][11][12]

## Використання у медицині
Застосовується як дієтична добавка до раціону харчування — як додаткове джерело полікозанолу з метою нормалізації рівня загального холестерину (ліпопротеїдів низької щільності) і поліпшенню функціонального стану серцево-судинної системи. Не є лікарським засобом і не може бути замінником фармакологічного лікування гіперхолестеринемії.
Не входить до Державного формуляру лікарських засобів України (станом на червень 2025 року).

## Торгові назви
Ноліпід, Polixar, Policosanol, Фітостатин.